# Stephen Joseph Studio

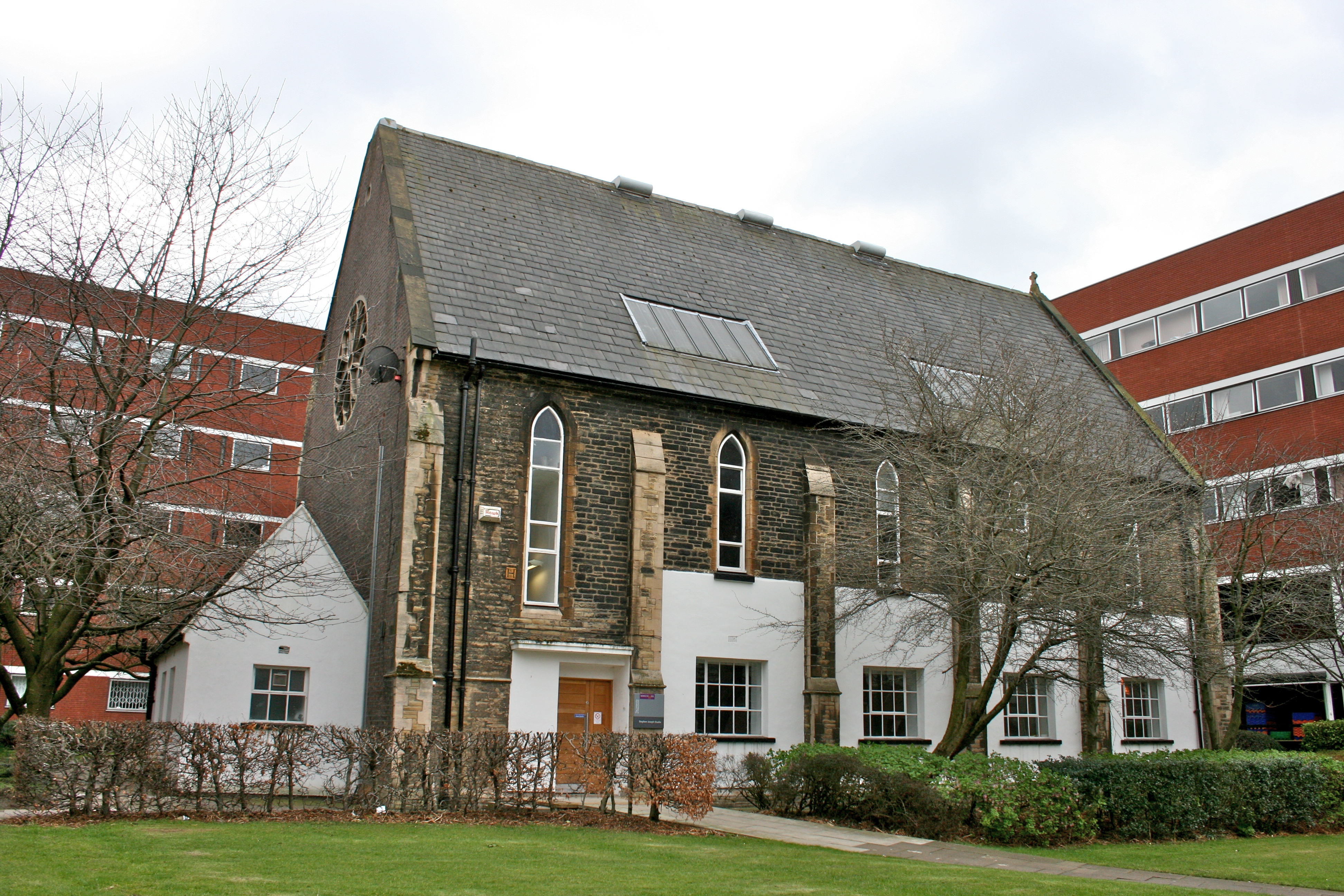
Stephen Joseph Studio; Deutsche Protestantische Kirche, Greenheys

Das Stephen Joseph Studio, auch bekannt als Deutsche Protestantische Kirche, Greenheys (German Protestant Church, Greenheys), gehört zur Universität von Manchester. Die Kirche befindet sich im alten Bezirk von Greenheys, England und war dort in der Wright Street zu finden, einer Straße die seit ca. 1955 nicht mehr existiert.
Gegründet wurde die Kirche vor 1895, vermutlich im Jahre 1853. Im Manchester Verzeichnis (Manchester Directory) wird für 1858 erwähnt das der Pastor der Kirche H. E. Marotsky war. (Die Kirche sollte man nicht mit der Deutschen Kirche (German Church) in der John Dalton Street verwechseln, die von Joseph Steinthal im Jahre 1854 aufgebaut wurde.) Erstmals wurde die Kirche im Jahre 1949 von der Universität in Beschlag genommen und wurde zunächst verschiedentlich genutzt, bevor sie letztlich vom Department Drama verwendet wurde.
Der Haupteingang, des neogotischen Gebäudes liegt auf der Westseite. Das Gebäude hat einen Seiteneingang an der Nordseite. Auf der Ostseite ist eine Fensterrose. Das Gebäude hat sieben Vorlesungsräume, mit Platz für bis zu 179 Studenten.
Das Gebäude ist nunmehr benannt nach Stephen Joseph, dem Pionier des Theatre in the Round. Seit den späten 1970er Jahren steht das Mansfield-Cooper-Gebäude (Mansfield Cooper Building) auf der Süd-West-Seite der Kirche.